# چومو لونزو
چومو لونزو (به لاتین: Chomo Lonzo) یک کوه در چین است که در شیگاتسی واقع شده‌است. چومو لونزو ۷٬۸۰۴ متر بالاتر از سطح دریا واقع شده‌است.